# 349 v.Chr.

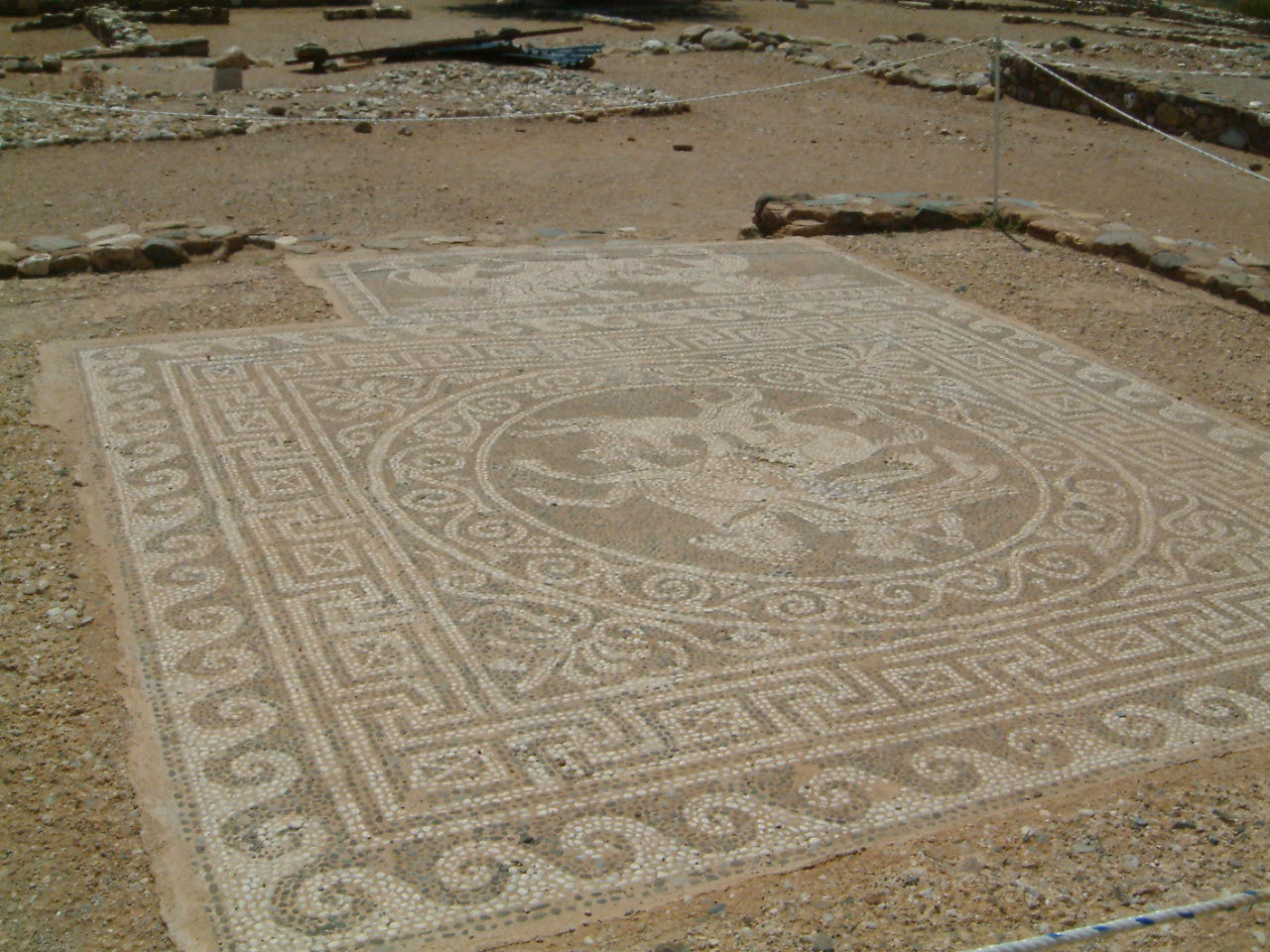
Vloermozaïek in Olynthus (Griekenland)

Het jaar 349 v.Chr. is een jaartal volgens de christelijke jaartelling.

## Gebeurtenissen

### Perzië
- Sidon wordt belegerd door het Perzische leger.

### Griekenland
- Philippus II van Macedonië belegert de stad Olynthus in Chalcidice.
- De Griekse stadstaat Eretria op het eiland Euboea rebelleert tegen Athene.

### Rome
- De Slag aan de Allia en de plundering van Rome vonden plaats.